# Ribagnac
Ribagnac ist eine französische Gemeinde mit 334 Einwohnern (Stand 1. Januar 2022) im Département Dordogne in der Region Nouvelle-Aquitaine (vor 2016: Aquitanien). Sie gehört zum Arrondissement Bergerac und zum Kanton Sud-Bergeracois.
Der Name in der okzitanischen Sprache lautet Ribanhac, der sich von einem Landgut ableitet, das in gallorömischer Zeit einem „Ripanius“ gehörte.
Die Einwohner werden Ribagnacois und Ribagnacois genannt.

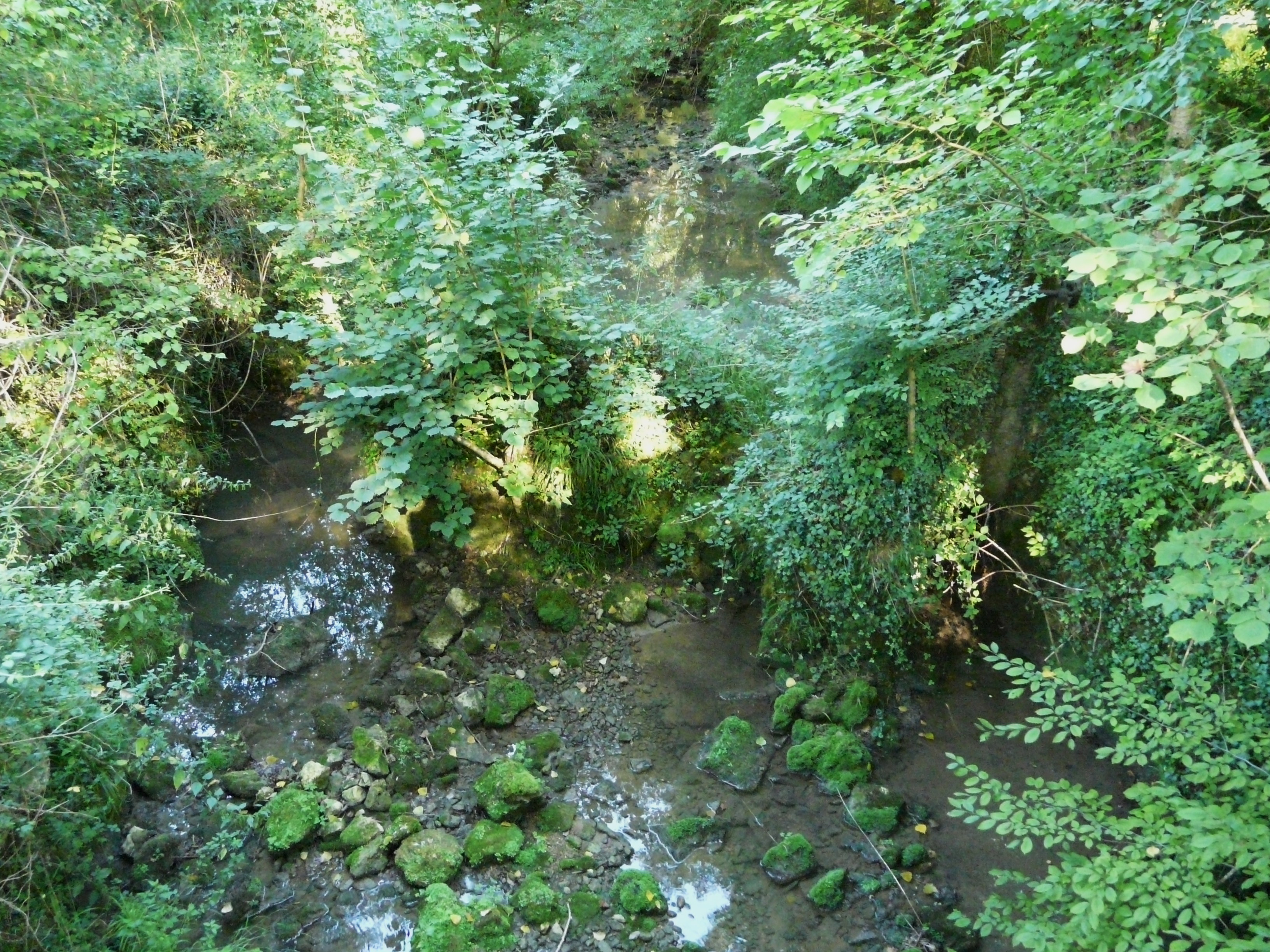
Die Gardonnette unterhalb des Schlosses Bridoire, durch den Sommer fast ausgetrocknet

## Geographie
Ribagnac liegt circa zehn Kilometer südlich im Einzugsbereich (Aire urbaine) von Bergerac im Gebiet Bergeracois der historischen Provinz Périgord am südlichen Rand des Départements.
Umgeben wird Ribagnac von den Nachbargemeinden:
| Rouffignac-de-Sigoulès | Monbazillac                                 | Colombier     |
| Singleyrac             | Kompassrose, die auf Nachbargemeinden zeigt | Bouniagues    |
|                        | Sadillac                                    | Saint-Perdoux |

Ribagnac liegt in dem Einzugsgebiet des Flusses Dordogne.
Die Gardonnette, einer seiner Nebenflüsse, bewässert das Gebiet der Gemeinde zusammen mit ihrem Zufluss, dem Grimoudou, der in Ribagnac entspringt.

## Geschichte
Ribagnac weist zahlreiche Spuren einer Besiedelung in gallorömischer Zeit auf, was unter anderem durch Überbleibsel einer Manufaktur von kleinen Amphoren belegt wird. Grabungen ergaben, dass eine Römerstraße durch die Siedlung führte. Sie war mit Steinen ausgeführt, die mit Mörtel verbunden waren. Ribagnac hatte dem Erzpriestertum von Bouniagues angehört, bevor dort ab dem 12. Jahrhundert ein Priorat eingerichtet wurde, das der Abtei von Paunat unterstand, die wiederum von der Abtei Saint-Martial von Limoges abhängig war. Das Priorat verschwand während der Hugenottenkriege. Im Mittelalter gehörte Ribagnac zum Gerichtsbezirk von Bridoire.

### Toponymie
Toponyme und Erwähnungen von Ribagnac waren:
- Ribanac (12. Jahrhundert, Schriftensammlung des Abbé de Lespine),
- Ribagnac (1750, 1793 und 1801, Karte von Cassini, Notice Communale bzw. Bulletin des Lois).[5][6][7]

Toponyme und Erwähnungen von Bridoire waren:
- Buridorium (Kopialbuch der Abtei La Sauve-Majeure),
- Brujdora, (1226, Schenkung zugunsten von Robert von Arbrissel, laut Schriftensammlung des Abbé de Lespine),
- Castrum de Bridoira und Bridoyra (1273, Ehrerbietung an Marguerite de Turenne),
- Bridoria, (1343, Ehrerbietung an den Bischof von Sarlat, laut Schriftensammlung des Abbé de Lespine),
- Bridouyre, (1743, Notarielle Urkunde),
- Bridourc (1750, Karte von Cassini).[8][6]

### Einwohnerentwicklung
Nach Beginn der Aufzeichnungen stieg die Einwohnerzahl bis zur ersten Hälfte des 19. Jahrhunderts auf einen Höchststand von rund 515. In der Folgezeit setzte eine Phase der Stagnation ein, die die Zahl der Einwohner bei kurzen Erholungsphasen bis zu den 1970er Jahren auf rund 195 Einwohner sinken ließ, bevor eine Wachstumsphase einsetzte, die heute noch anhält.
| Jahr      | 1962 | 1968 | 1975 | 1982 | 1990 | 1999 | 2006 | 2010 | 2022 |
| --------- | ---- | ---- | ---- | ---- | ---- | ---- | ---- | ---- | ---- |
| Einwohner | 246  | 225  | 193  | 224  | 278  | 291  | 305  | 320  | 334  |

## Sehenswürdigkeiten

### PfarrkircheSaint-Pierre-ès-Liens
Die Kirche, die aus dem 12. Jahrhundert datiert, hat ihre romanische Apsis erhalten. Die Westfassade, die durch einen Glockengiebel bekrönt wird, wurde im 19. Jahrhundert restauriert.

### Schloss Bridoire

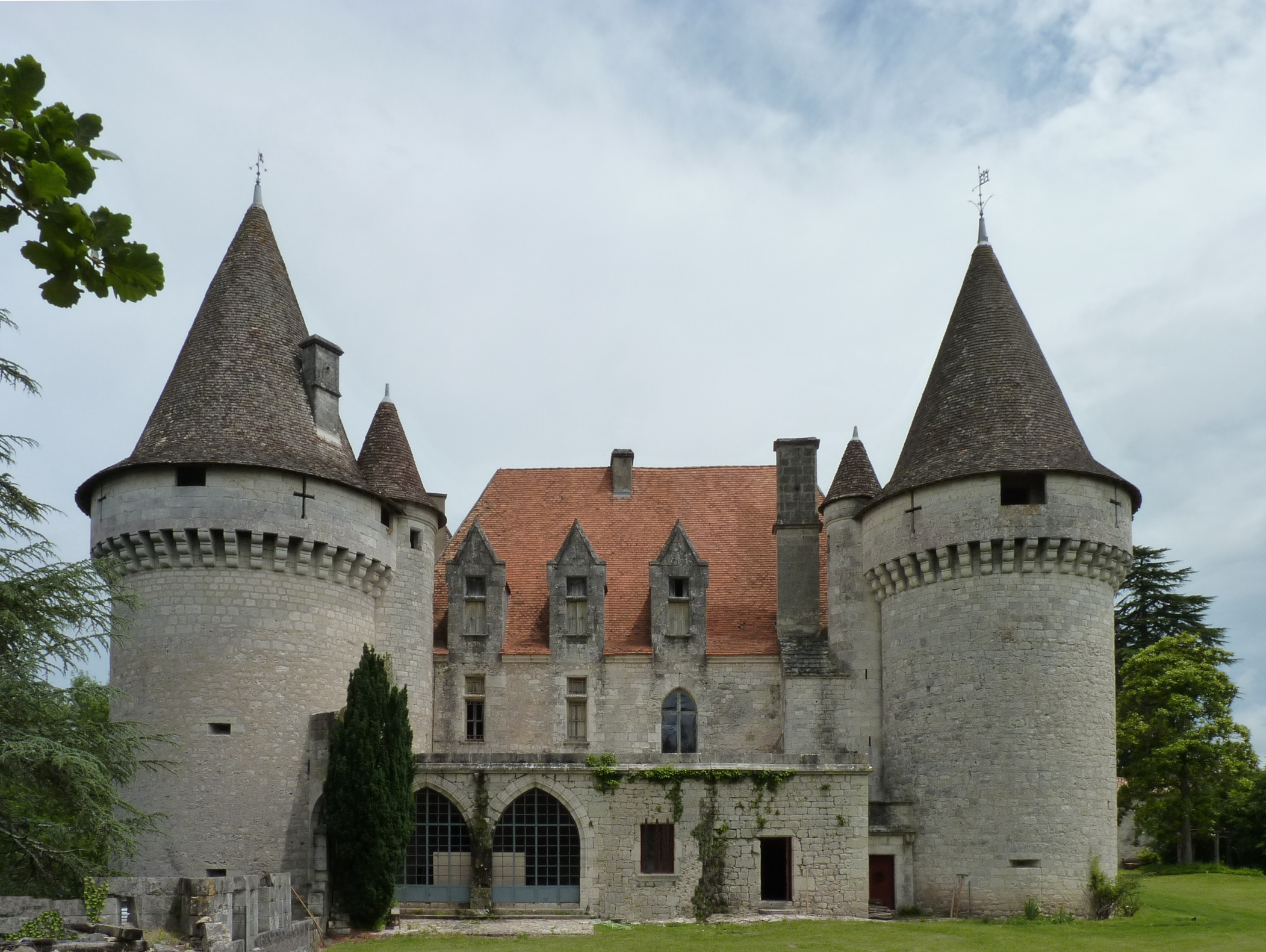
Schloss Bridoire, Westseite

An der Stelle des heutigen Schlosses befand sich in römischer Zeit ein Oppidum im äußersten Nordwesten der heutigen Gemeinde am Zusammenfluss von Gardonnette und Grimoudou. Es schützte den Flussübergang der Römerstraße via rubana, die das heutige Cadouin mit dem heutigen Gardonne verband. Die Burg wurde vor dem 12. Jahrhundert erbaut. Während des Hundertjährigen Kriegs diente sie als Sitz von Plünderern. In den Hugenottenkriegen war die Burg zunächst von der protestantischen Partei besetzt, bevor sie 1570 von Truppen des Blaise de Monluc belagert und eingenommen wurde. Die Burg wurde unter dem französischen König Heinrich IV. wieder aufgebaut, bevor sie auf Befehl von Bernard de Nogaret de La Valette d’Épernon erneut belagert und geschleift wurde. In der Folge wurde das Schloss im Jahre 1890 wieder restauriert. Die Familie Foucauld bewohnte es von 1806 bis 1938. Das berühmteste Mitglied dieser Familie, Charles de Foucauld, verbrachte hier zahlreiche Aufenthalte. Das Schloss wurde verkauft und vor dem Zerfall bewahrt.
Das Schloss ist auf einem Felsvorsprung gebaut. Die Nord-, West- und Südseite ist durch die Felsspitze geschützt. An der Ostseite trennt ein Burggraben das Schloss von der Hochfläche, der über eine Zugbrücke zu überqueren war. Eine mit Zinnen bewehrte Ausbuchtung der Burgmauer formt eine Art Torburg. Im 16. Jahrhundert wurde die Zugbrücke durch eine feste Steinbrücke mit einem Bogen ersetzt. Die Torburg öffnet sich auf einen Innenhof, der durch eine Mauer mit einem Wehrgang abgeschlossen ist. Zwischen der Turburg und dem viereckigen Eckturm befinden sich im Süden die Gemeinschaftsgebäude. Das Schloss selbst besteht aus zwei l-förmig angeordneten Flügel. Vier runde Türme mit Maschikuli säumen ihre Gebäudeenden und ein massiver runder Turm befindet sich im Winkel. Alle Türme sind mit einem kleinen Treppenturm als Erker oder vom Boden ausgehend ausgestattet. Im Hof befinden sich Brunnen mit eisernen Aufbauten. Etwas außerhalb wurde ein viereckiger Taubenschlag mit einem Körper aus Holz auf neun Steinpfeiler gebaut. Das Schloss mit seinen Nebengebäuden ist seit dem 31. Juli 1992 als Monument historique klassifiziert und seit dem 19. September 2013 eingeschrieben. Es ist von Ostern bis Anfang November zu besichtigen. Die Fläche des Landguts beträgt 40 Hektar.

Schloss Bridoire
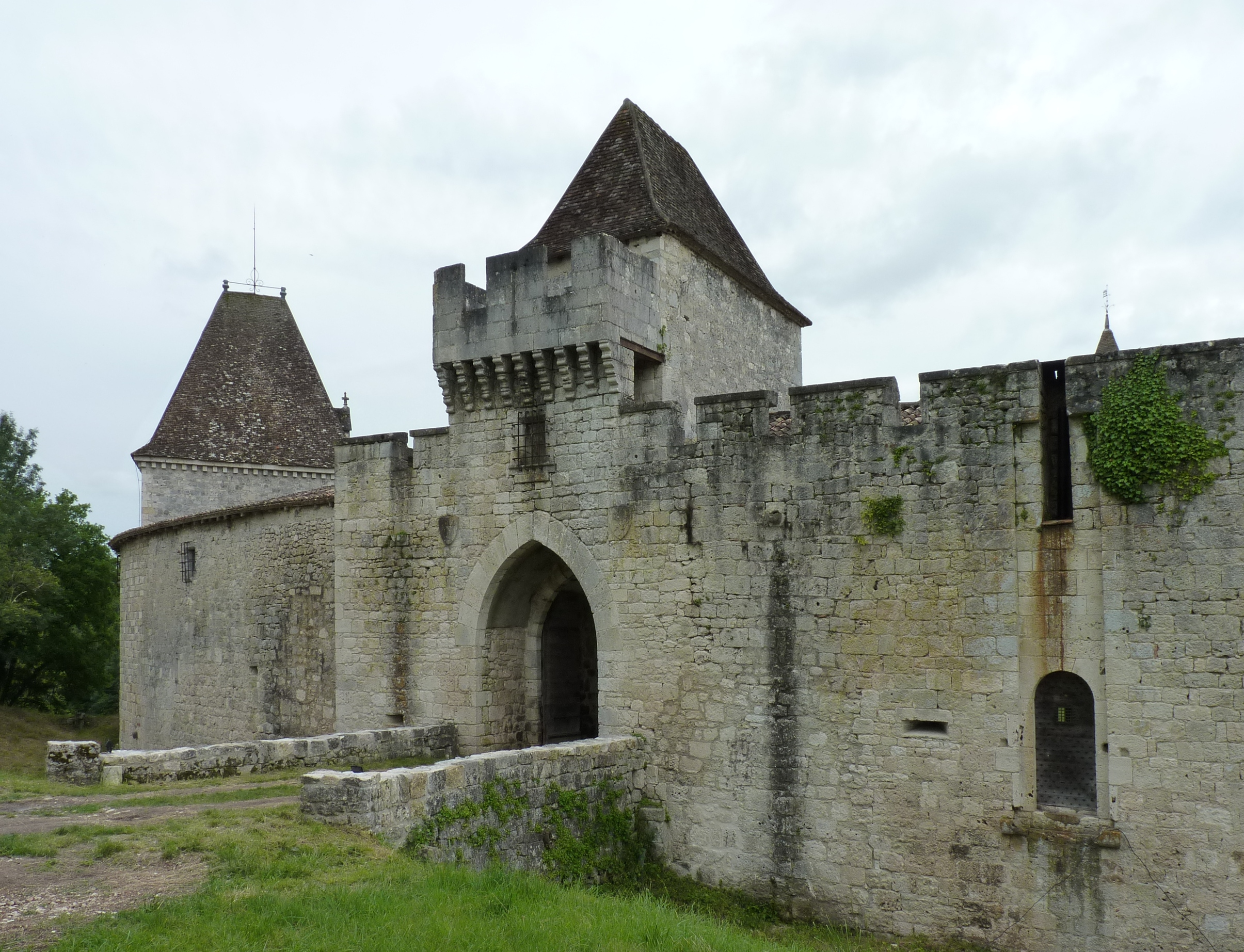
Eingang
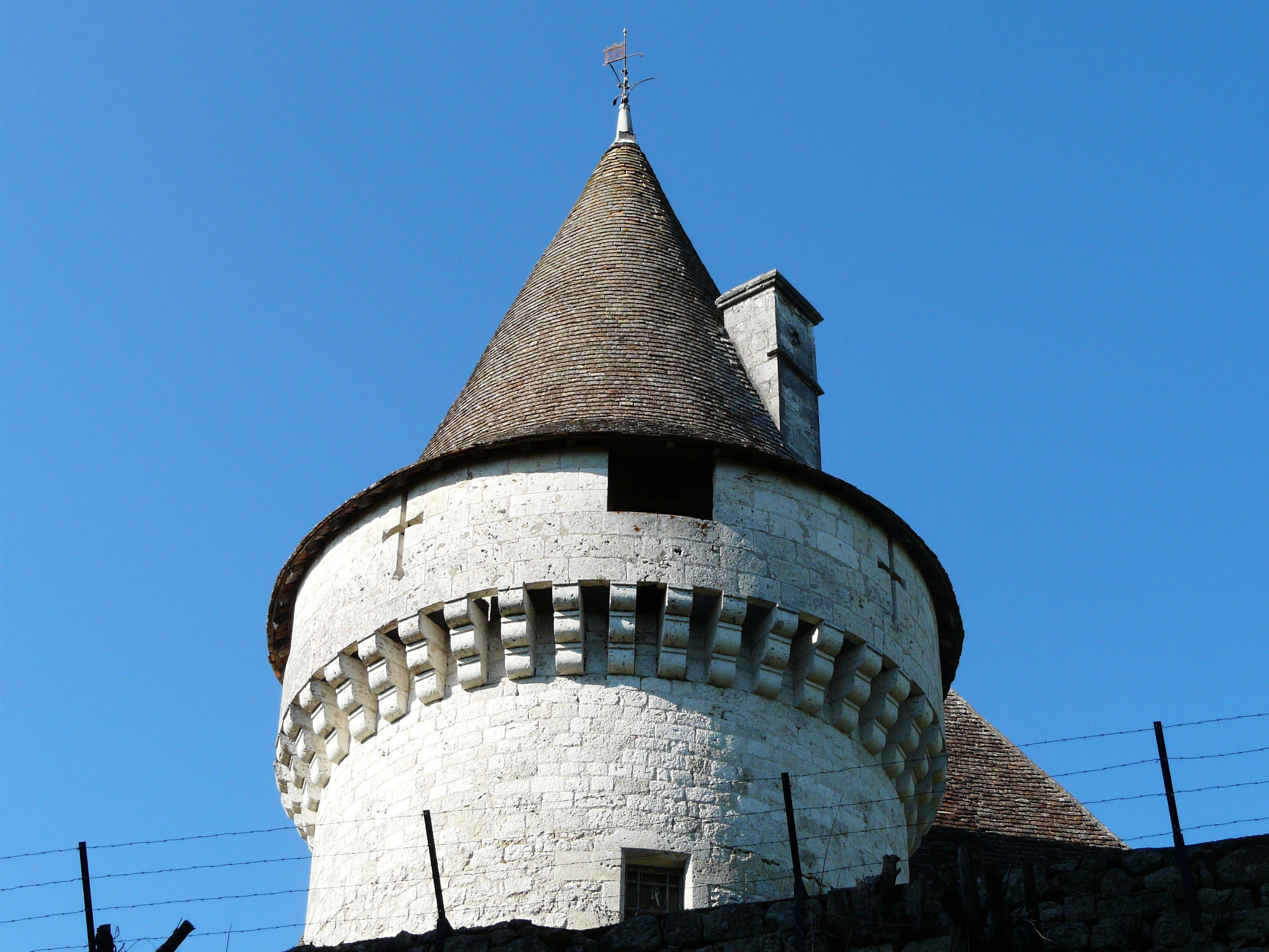
Schlossturm
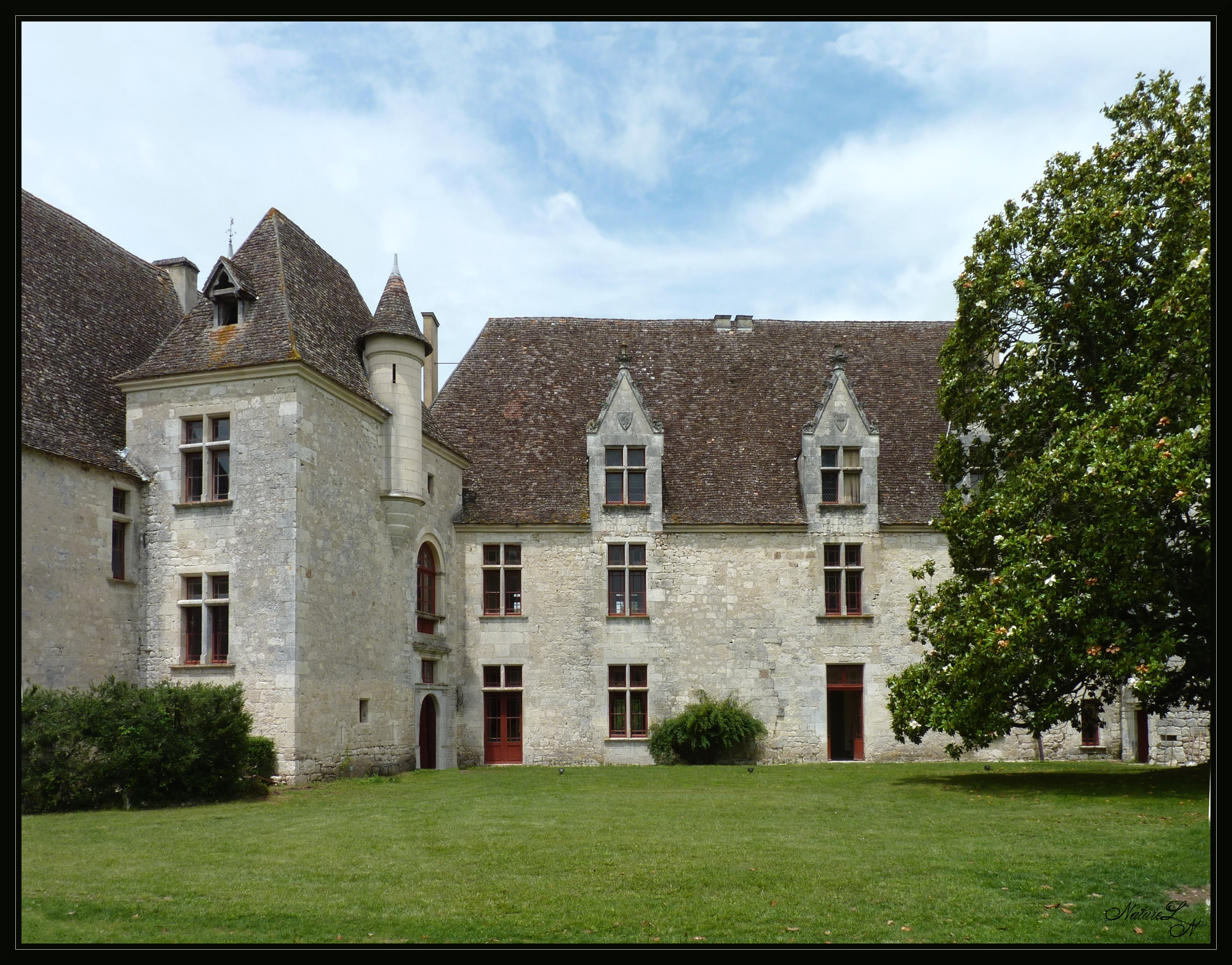
Südfassade des Hauptgebäudes
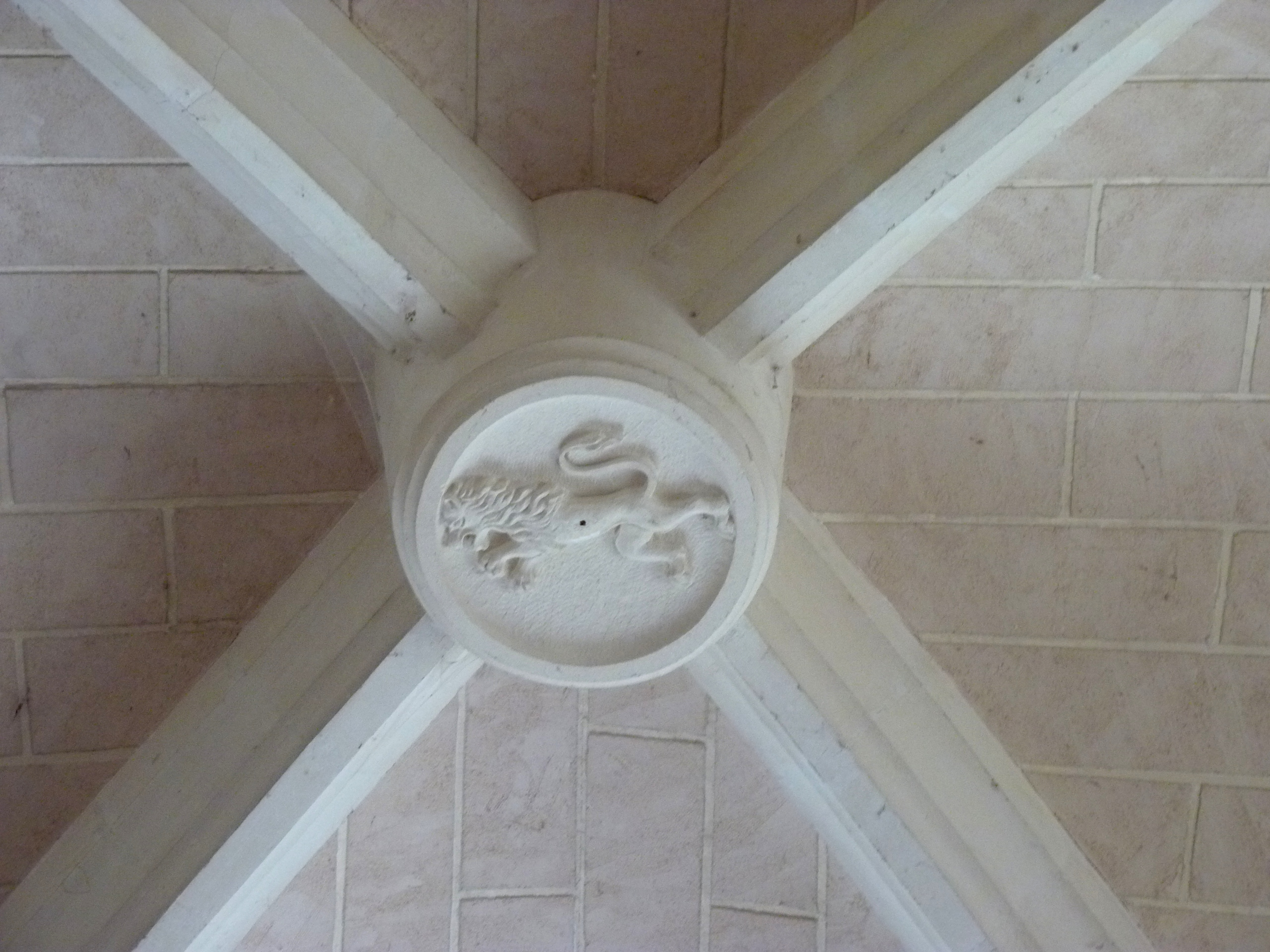
Schlussstein in der Schlosskapelle
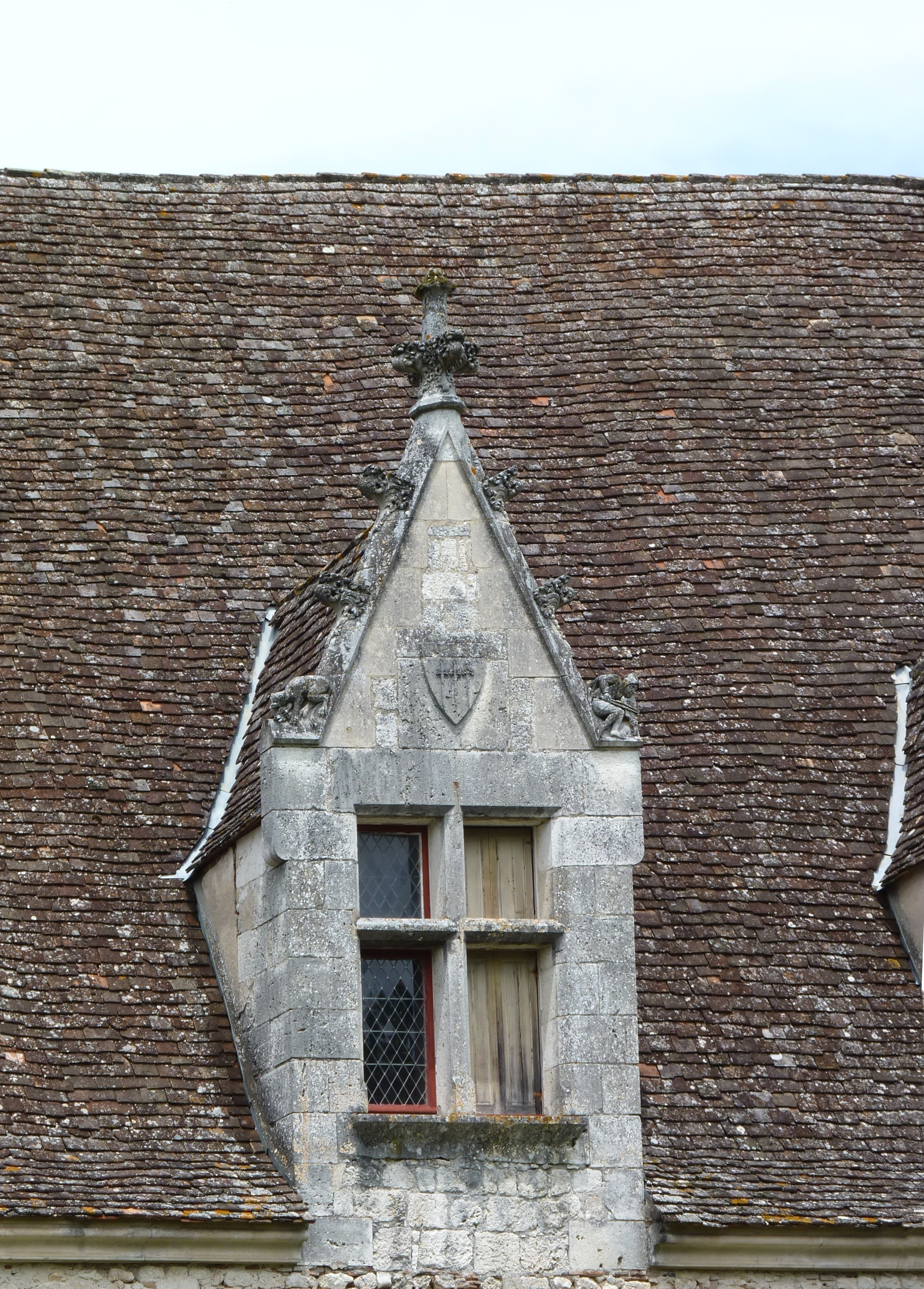
Lukarne
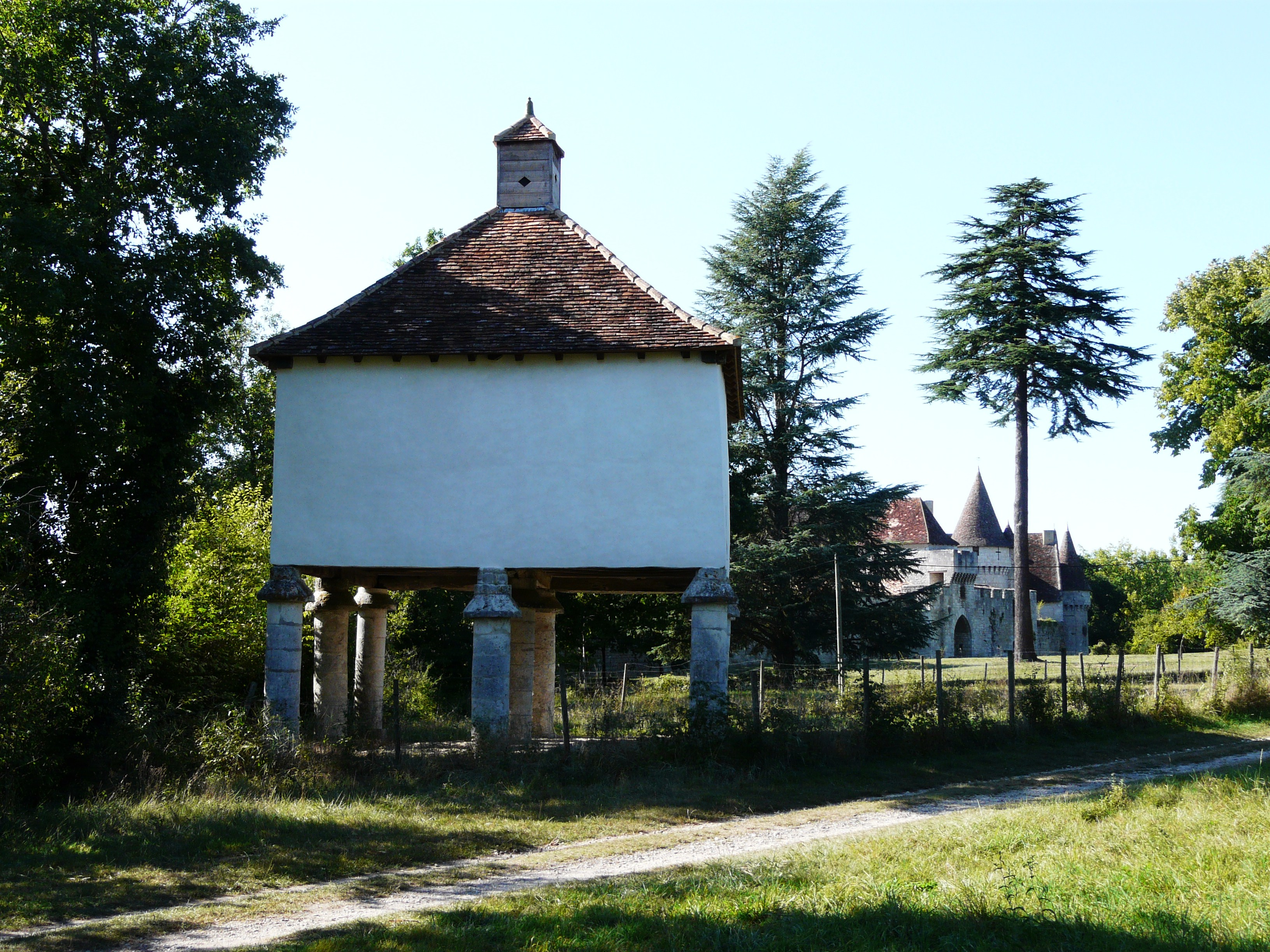
Taubenschlag

## Wirtschaft und Infrastruktur
Ribagnac liegt in den Zonen AOC des Bergerac mit den Appellationen Bergerac (blanc, rosé, rouge) und Côtes de Bergerac (blanc, rouge).

Logo des Jakobswegs

### Sport und Freizeit
- Der Fernwanderweg GR 636 von Monbazillac nach Lacapelle-Biron (Département Lot-et-Garonne) führt auch durch das Gebiet der Gemeinde.[16]

- Der Fernwanderweg GR 654 von Namur in Belgien über Vézelay nach Saint-Jean-Pied-de-Port führt gemeinsam mit dem GR 636 an Ribagnac vorbei. Er folgt der Via Lemovicensis, einem der vier Jakobswege in Frankreich.[17]

### Verkehr
Ribagnac ist von Monbazillac über die Route départementale 13 erreichbar.
Die Route départementale 107 durchquert das Gebiet der Gemeinde von Nord nach Süd und verbindet Ribagnac im Norden mit der Route départementale 933, der ehemaligen Route nationale 133, im Süden mit der Nachbargemeinde Sadillac.

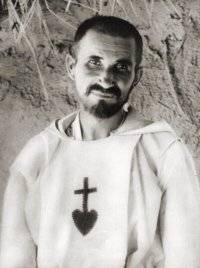
Charles de Foucauld

## Persönlichkeiten
Charles de Foucauld, mit vollem Namen Charles Eugène Vicomte de Foucauld de Pontbriand, geboren am 15. September 1858 in Straßburg, gestorben am 1. Dezember 1916 in Tamanrasset (Algerien), war ein Forscher, Offizier, Priester, Mönch und Eremit. Er lebte zeitweise auf dem Schloss Bridoire.